# 朱坊乡
朱坊乡，是中华人民共和国江西省赣州市南康区下辖的一个乡镇级行政单位。

## 行政区划
朱坊乡下辖以下地区：
朱坊村、天心村、李姑村、红心村、花树村、土石村、桥头村、荷树村、枫树村、蕉坑村、新志村、胜利村、荷田村、茶园村和新兴村。